# سیارک ۱۸۴۳۱
سیارک ۱۸۴۳۱ (به انگلیسی: 18431 Stazzema، نامگذاری:1994BM)۱۸۴۳۱مین سیارک کشف شده‌است که در ۱۶ ژانویه ۱۹۹۴ کشف شد.